# أيديال ستاندرد
أيديال ستاندرد (بالإنجليزية: Ideal Standard International) هي شركة خاصة متعددة الجنسيات للحمامات والأدوات الصحية وتركيبات السباكة ومقرها في بلجيكا. وهي تعمل بشكل أساسي في أوروبا والشرق الأوسط وشمال إفريقيا. يعود تاريخ العلامة التجارية أيديال ستاندرد إلى أوائل القرن العشرين. بحلول أواخر الأربعينيات من القرن العشرين، استخدمت الشركة بعض منتجات شركات مجموعة أيديال ستاندرد. تعود العلامة التجارية «أيديال» إلى العلامات التجارية «أيديال بويلارز» و«أمريكان رادياتور» التي تستخدمها شركة أمريكان رادياتور.